# Ölpest vor Borneo
Die Ölpest vor Borneo wurde ausgelöst, als am 29. März 2018 an Borneos Ostküste eine Unterwasser-Pipeline des staatlichen Konzerns Pertamina nahe Balikpapan leck schlug. Eine unbekannte Menge Erdöl floss daraufhin ins Meer, die Behörden riefen den Notstand aus.

## Hintergrund
Das Indonesische Borneo ist mit einer Fläche von mehr als 750.000 Quadratkilometern nach Grönland und Neuguinea, die drittgrößte Insel der Welt und nur dünn besiedelt. Weite Teile sind mit einem zusammenhängenden tropischen Tiefland-Regenwald bedeckt. In der Hafenstadt Balikpapan leben rund 700.000 Menschen.

## Pipeline-Leck
Am 29. März 2018 schlug eine Pipeline, die Rohöl vom Law-Law Ölhafen zu einer Ölraffinerie in Balikpapan leitet, vor der Küste der Hafenstadt leck. Eine unbekannte Menge Rohöl floss anschließend in die Bucht von Balikpapan an der Ostküste Borneos. Laut indonesischer Regierung ist die Küste auf einer Länge von 60 Kilometern betroffen; 34 Hektar Mangrovenwald wurden durch das Öl beschädigt.
Die Pipeline gehört dem staatlichen Energiekonzern Pertamina. Als eine Gegenmaßnahme zündeten Arbeiter an manchen Stellen den entstandenen Ölteppich an, um dessen weitere Ausbreitung zu bremsen.

## Folgen
Durch das Feuer und an anderen Stellen entzündete Bereiche des Ölteppichs starben zwischen dem 31. März und 1. April 2018 mindestens fünf Menschen.
Hunderte von Anwohnern des Strandabschnittes litten wegen der starken Rauchentwicklung unter Atemnot und Übelkeit.
Laut den indonesischen Behörden kamen zahlreiche Fische und andere Meerestiere durch das Öl um. Auch Individuen geschützter Arten wie Seekühe und Delfinearten starben.